# Perry Fenwick
Perry J. Fenwick es un actor inglés, más conocido por interpretar a  Billy Mitchell en la serie EastEnders. 

## Biografía
Perry tiene una hermana mayor, Tracey y dos hermanos Faron y Lee Fenwick. Es primo segundo de la actriz y cantante Georgina Hagn.
Es muy buen amigo de las actries Kathy Burke y Cathy Murphy.
El 26 de febrero de 2005 se casó con la actriz Angela Lonsdale. La pareja le dio la bienvenida a su primera hija juntos, Lucy Fenwick, el 29 de mayo de 2006, posteriormente tuvieron Jayden, el 15 de diciembre de 2007 y dos años después el 17 de marzo de 2009 nació Isabella May Fenwick. 
El 11 de febrero de 2011 Perry anunció que después de cinco años de matrimonio él y Angela se habían separado.

## Carrera
De 1980 a 1988 ha aparecido en series como The Squad, Inspector Morse, Play for Today, The Brittas Empire, Minder, The Thin Blue Line, Summer Season, Bergerac, Scene y en Unnatural Causes. 
En 1984 apareció por primera vez en la serie policial The Bill donde interpretó a Matty Davies, posteriormente apareció en 1989 donde dio vida a Lee, en 1992 interpretó de nuevo a Matty Davies, en 1994 interpretó a un detective y su última aparición fue en 1997 donde dio vida a Dave Sheriton.
En 1987 se unió como personaje recurrente al elenco de la serie Watching donde interpretó a Terry Milton hasta 1993.
El 2 de noviembre de 1998 se unió al elenco de la exitosa serie británica EastEnders donde interpreta a  Billy Mitchell, hasta ahora.

## Filmografía

### Series de televisión
| Año             | Título               | Personaje         | Notas                            |
| --------------- | -------------------- | ----------------- | -------------------------------- |
| 1998 - presente | EastEnders           | Billy Mitchell    | 1,416 episodios                  |
| 2010            | EastEnders: E20      | Billy Mitchell    | episodio # 2.1                   |
| 1984 - 1997     | The Bill             | Varios Personajes | 5 episodios                      |
| 1997            | Turning World        | James             | 2 episodios                      |
| 1996            | Casualty             | Perry Snape       | 2 episodios                      |
| 1996            | Crucial Tales        | Stamp             | miniserie - episodio "Phoenix"   |
| 1996            | Thief Takers         | -                 | episodio "Remember Me"           |
| 1996            | Ellington            | Vinnie Done       | 7 episodios                      |
| 1995            | The Thin Blue Line   | Hombre Arrestado  | episodio "Night Shift"           |
| 1995            | Shine on Harvey Moon | Lenny             | 3 episodios                      |
| 1994            | Pie in the Sky       | Jasper Snape      | episodio "The Truth Will On"     |
| 1994            | Minder               | Grant             | episodio "On The Autofront"      |
| 1993            | Lovejoy              | Ron Steigers      | episodio "Taking the Pledge"     |
| 1897 - 1993     | Watching             | Terry Milton      | 17 episodios                     |
| 1993            | The Brittas Empire   | Eddie             | episodio "The Trial"             |
| 1991            | On the Up            | Jimmy Quinn       | episodio # 2.4                   |
| 1990            | KYTV                 | Dave Suanders     | episodio "Challenge Anna"        |
| 1990            | Home to Roost        | Ratty Randall     | episodio "High Moon"             |
| 1988            | Inspector Moorse     | Jimmy             | episodio "Last Bus to Woodstock" |
| 1986            | Unnatural Causes     | Keith             | episodio "Evensong"              |
| 1986            | Scene                | -                 | episodio "To Turn a Blind Eye"   |
| 1985            | Bergerac             | Louis             | episodio "Chrissie"              |
| 1985            | Summer Season        | -                 | episodio "Reservations"          |
| 1982 - 1983     | Play for Today       | Andy              | 2 episodios                      |
| 1980            | The Squad            | Stevens           | episodio "The Big Match"         |

### Películas
| Año  | Título                   | Personaje   | Notas                                  |
| ---- | ------------------------ | ----------- | -------------------------------------- |
| 1999 | G:MT Greenwich Mean Time | Ant         | -                                      |
| 1999 | Janice Beard 45 WPM      | Mr. Button  | junto a Rhys Ifans                     |
| 1999 | The Winslow Boy          | Fred        | junto a Neil North                     |
| 1998 | The Tichborne Claimant   | John Holmes | junto a Stephen Fry                    |
| 1997 | Our Boy                  | Phil        | junto a Ray Winstone & Philip Jackson  |
| 1995 | I.D.                     | Eddie       | junto a Philip Glenister               |
| 1994 | Ellington                | Vinny Done  | junto a Anna Chancellor & Sean Chapman |
| 1990 | Crimestrike              | Nitro       | junto a Jim Carter                     |
| 1988 | The Raggedy Rawney       | Victor      | junto a Dexter Fletcher                |
| 1988 | Empire State             | Darren      | -                                      |
| 1987 | The Moneymen             | Jimmy       | junto a Christopher Malcolm            |
| 1986 | Mona Lisa                | Chulo       | -                                      |
| 1983 | Party Party              | Larry       | -                                      |

### Apariciones en videos musicales
| Año  | Grupo                 | Canción             |
| ---- | --------------------- | ------------------- |
| 1997 | The Chemical Brothers | Block Rockin' Beats |

## Premios y nominaciones
| Año  | Categoría                                                   | Premio                     | Serie      | Resultado |
| ---- | ----------------------------------------------------------- | -------------------------- | ---------- | --------- |
| 2007 | Best Storyline (junto a Emma Barton y Nicholas Hicks-Beach) | British Soap Awards        | EastEnders | Nominados |
| 2006 | Most Popular Actor                                          | National Television Awards | EastEnders | Nominado  |
| 2005 | Most Popular Actor                                          | National Television Awards | EastEnders | Nominado  |
| 2002 | Best Actor                                                  | British Soap Awards        | EastEnders | Nominado  |
| 2002 | Most Popular Actor                                          | National Television Awards | EastEnders | Nominado  |
| 2000 | Most Popular Newcomer                                       | National Television Awards | EastEnders | Nominado  |